# Tulumba
Le tulumba est une pâtisserie traditionnelle commune aux peuples de l'ancien Empire ottoman. On le trouve en Turquie et dans les Balkans. 